# Zdemyslice
Zdemyslice település Csehországban, a Dél-plzeňi járásban. Zdemyslice Žákava, Chlum, Blovice, Vlčtejn és Seč településekkel határos. Lakosainak száma 654 fő (2024. január 1.).

## Népesség
A település lakosságának változását az alábbi diagram mutatja:
| Lakosok száma | 429  | 414  | 468  | 513  | 494  | 497  | 600  | 632  | 632  | 654  |
|               | 1869 | 1890 | 1921 | 1950 | 1980 | 2001 | 2017 | 2019 | 2022 | 2024 |